# Chathill (estação ferroviária)
Chathill é uma estação ferroviária na East Coast Main Line, que serve a vila de Chathill, em Northumberland, Inglaterra. É propriedade da Network Rail e gerida pela Northern Trains.
Embora esteja na linha principal, a estação é servida por apenas duas chegadas e partidas por dia, e apenas de segunda a sábado, fornecendo conexões de transporte para Newcastle. Os serviços são operados pela Northern Trains, que também administra a estação. Como Chathill é o terminal norte desses serviços e da rede do norte, não há conexões diretas entre Chathill e as estações mais ao norte (a unidade múltipla a diesel usada nesses serviços corre vazia para o norte, daqui para o loop de Belford, antes de retornar para assumir seu trabalho em direção ao sul).

## História
A estação foi, por muitos anos, servida por trens rebocados por locomotivas entre as estações de Newcastle, Berwick-upon-Tweed e Edinburgh Waverley (o horário da British Rail (BR) para 1982 tinha quatro partidas em cada sentido a partir de Chathill), mas estes foram reduzidos em frequência e restringidos em Berwick pela BR no final da década de 1980 e, posteriormente, retirados totalmente ao norte de Chathill após a introdução dos trens elétricos na East Coast Main Line, em 1991.
Devido ao serviço limitado, uma servidão permite que os passageiros que desejam viajar para o norte em direção a Berwick-upon-Tweed e Escócia possam voltar via Alnmouth. O grupo local de usuários ferroviários The South East Northumberland Rail User Group (SENRUG) tem feito campanha desde setembro de 2016 para aumentar os serviços locais no corredor Newcastle - Berwick - Edimburgo, com o intuito de oferecer mais opções para os passageiros e oportunidades de lazer para os visitantes de locais como Lindisfarne e St Cuthbert's Way.
A estação foi inaugurada pela Newcastle & Berwick Railway em 1847 e, entre 1898 e 1951, foi o terminal sudoeste da North Sunderland Railway. Independente até sua aquisição pelo London and North Eastern Railway em 1939, ela formou uma ligação ferroviária de bitola padrão com a vila de pescadores de Seahouses.
Manteve seu edifício principal listado de grau II pelo Patrimônio Histórico Inglês, e caixa de sinalização no lado norte, embora nenhum esteja em uso operacional. A passagem de nível é operada remotamente por CCTV.

## Facilidades
A estação não é tripulada e não tem bilheterias, portanto, os passageiros em potencial devem comprar as passagens no trem ou antes da viagem. Há um grande abrigo de pedra na plataforma do lado sul, mas nenhuma outra comodidade além de cartazes de informações em cada lado. O acesso sem degraus está disponível para ambas as plataformas.

## Serviços
A estação atende apenas dois serviços por dia em cada direção, e apenas entre segunda-feira e sábado. Existe operação nos feriados, mas não aos domingos. Os serviços no sentido sul operam para Newcastle às 07:10 e 19:15 (dias de semana) e 07:10 e 19:30 aos sábados; ambos os trens continuam além de Newcastle pela Tyne Valley Line (o serviço matinal para Prudhoe e o trem noturno para Carlisle). 
Os serviços no sentido norte, vindos de Newcastle, chegam (e terminam aqui) às 06:47 e 18:54 nos dias de semana e 06:47 e 19:01 aos sábados. O último em cada caso começa no MetroCentre.